# Бэла (балет, 1941)
«Бэла» — балет в 3 актах и 5 картинах на музыку советского композитора Владимира Дешевова. В основу либретто, написанного Б. С. Гловацким, лёг сюжет одноимённого рассказа из романа Михаила Лермонтова «Герой нашего времени». 
Балет поставлен Борисом Фенстером как выпускной спектакль Ленинградского хореографического училища. Премьера состоялась 25 июня 1941 года на сцене Ленинградского театра оперы и балета имени С. М. Кирова (художник Татьяна Бруни, дирижёр Павел Фельдт). Главные партии исполнили Нонна Ястребова (Бэла), А. М. Синицын (Печорин), К. Джапаров (Казбич), Мансур Камалетдинов (Азамат), В. М. Румянцева (Невеста, сестра Бэлы), Х. Мустаев (Жених). Все они, за исключением Камалетдинова, на момент премьеры являлись выпускниками хореографического училища.

## История создания и постановки
В 1940 году дирекции Ленинградского академического театра оперы и балета имени С. М. Кирова и Ленинградского хореографического училища выступили с совместной инициативой создания балета по произведению М. Ю. Лермонтова. Преподаватель актёрского мастерства в ЛГХУ Борис Степанович Гловацкий, ставший впоследствии автором либретто, предложил в 1940/1941 учебном году в контексте юбилейных мероприятий, посвящённых 100-летию со дня гибели поэта, поставить спектакль по роману «Герой нашего времени». В основу балетной постановки решено было положить рассказ «Бэла», который является составной частью романа. Гловацкого привлекли в нём, среди прочего, острота и динамичность сюжета, психологическая напряжённость действия, кавказский колорит, притягательный образ главной героини.
Автором музыки к балету выступил известный ленинградский композитор В. М. Дешевов. На создание партитуры ушло три месяца. В январе 1941 года композитор представил свою музыку в Ленинградском хореографическом училище перед специально созданной комиссией, которая высоко оценила мелодичность и «прекрасную рельефность танцевальных образов».
Постановкой спектакля занимался двадцатипятилетний хореограф Б. А. Фенстер, которому помогали два ассистента: Н. Е. Шереметевская и К. А. Есаулова, выпускницы балетмейстерского отделения ЛХТ. Консультантом спектакля был приглашён филолог-лермонтовед В. А. Мануйлов, страстный любитель балета.
Гловацкий и Фенстер строго придерживались литературного первоисточника в сюжетной разработке и обрисовке характеров. Однако в отличие от романа денщик Печорина Митька, лишь упомянутый у Лермонтова, стал в балете полноценным персонажем, обладающим самостоятельной хореографической лексикой.
Дата генеральной репетиции спектакля совпала с днём начала Великой Отечественной войны 22 июня 1941 года. О начале войны стало известно в первом же антракте. Премьера выпускного спектакля, намеченная на 25 июня, оказалась под угрозой срыва. Некоторые юноши получили повестку. Благодаря тому что удалось отсрочить на несколько дней явку в военкомат, премьера прошла в назначенный срок. Д. Шен описывал её так: «Театр был, как всегда на выпускном вечере, переполнен. Балетное представление разворачивалось от картины к картине в атмосфере необыкновенного подъёма и юношеского воодушевления. И спектакль, по отзывам очевидцев, прошёл с бесспорным, ярко выраженным успехом». Однако запланированный второй концерт по причине военного времени отложили.